# Papaipema perobsoleta
Papaipema perobsoleta là một loài bướm đêm trong họ Noctuidae.